# Charaxes fionae
Charaxes fionae är en fjärilsart som beskrevs av Henning 1977. Charaxes fionae ingår i släktet Charaxes och familjen praktfjärilar. IUCN kategoriserar arten globalt som livskraftig. Inga underarter finns listade i Catalogue of Life.